# José María Vidal
José María Vidal Bravo (Madrid, 1935. május 6. – Valencia, 1986. augusztus 1.) válogatott spanyol labdarúgó, középpályás.

## Pályafutása

### Klubcsapatban
1953 és 1956 között a Real Madrid játékosa volt, de minden szezonban kölcsönben szerepelt más csapatokban. 1953–54-ben a Salamanca, 1954–55-ben a Real Zaragoza, 1955–56-ban a Plus Ultra labdarúgója volt. 1956 és 1958 között a Granada csapatában szerepelt, de az 1957–58-as idényben az Atlético Ceuta együttesében volt kölcsönjátékos. 1958–59-ben a Real Murciában játszott. 1959-ben tért vissza a Real Madridhoz, ahol négy szezont töltött az első csapatnál. Két spanyol bajnoki címet és egy kupagyőzelmet ért el az együttessel.
Tagja volt az 1959–60-as BEK-győztes csapatnak, melyben hatszor szerepelt és egy gólt szerzett. 1963-ban a Málaga, 1963 és 1965 között a Levante játékosa volt. A spanyol élvonalban három klubban (Real Madrid, Málaga, Levante) összesen 117 mérkőzésen szerepelt és négy gólt szerzett. 1965–66-ban a Real Valladolid, 1966–67-ben a holland Sparta Rotterdam labdarúgója volt. 1967-ben az amerikai Philadelphia Spartans csapatában fejezte be az aktív játékot.
51 évesen, szívrohamban halt meg Valenciában.

### A válogatottban
1960–61-ben négy alkalommal szerepelt a spanyol válogatottban.

## Sikerei, díjai
Real Madrid
- Spanyol bajnokság (La Liga)
  - bajnok (2): 1960–61, 1961–62
- Spanyol kupa (Copa del Generalísimo)
  - győztes: 1962
- Bajnokcsapatok Európa-kupája (BEK)
  - győztes: 1959–60
- Interkontinentális kupa
  - győztes: 1960

## Statisztika

### Mérkőzései a spanyol válogatottban
| Spanyolország | Spanyolország    | Spanyolország                          | Spanyolország | Spanyolország | Spanyolország | Spanyolország | Spanyolország | Spanyolország |
| #             | Dátum            | Helyszín                               | Hazai         | Eredmény      | Vendég        | Kiírás        | Gólok         | Esemény       |
| ------------- | ---------------- | -------------------------------------- | ------------- | ------------- | ------------- | ------------- | ------------- | ------------- |
| 1.            | 1960. július 14. | Santiago, Estadio Nacional de Chile    | Chile         | 0 – 4         | Spanyolország | barátságos    | -             | 46'           |
| 2.            | 1960. július 17. | Santiago, Estadio Nacional de Chile    | Chile         | 1 – 4         | Spanyolország | barátságos    | -             | 46'           |
| 3.            | 1961. április 2. | Madrid, Santiago Bernabéu stadion      | Spanyolország | 2 – 0         | Franciaország | barátságos    | -             |               |
| 4.            | 1961. június 11. | Sevilla, Estadio Ramón Sánchez-Pizjuán | Spanyolország | 2 – 0         | Argentína     | barátságos    | -             |               |
|               | Összesen         |                                        |               | 4             | mérkőzés      |               | 0             | gól           |